# Xylophanes drucei
Xylophanes drucei är en fjärilsart som beskrevs av Kirby 1892. Xylophanes drucei ingår i släktet Xylophanes och familjen svärmare. Inga underarter finns listade i Catalogue of Life.